# Nikol Joseph Cauchi
Nikol Ġużeppi Cauchi, znany w literaturze również jako Nicholas Joseph Cauchi (1929–2010) – maltański prałat, który został siódmym biskupem Gozo.

## Wczesne lata
Nikol Ġużeppi Cauchi urodził się 2 marca 1929 w Għarb na Gozo, Malta, jako najstarsze z pięciorga dzieci Josepha, zakrystianina kościoła parafialnego w Għarb, i Josephiny née Portelli.
Nikol otrzymał wykształcenie podstawowe w Gozo Lyceum, a później w Seminarium Diecezjalnym w Victorii.

## Kapłaństwo
Święcenia kapłańskie otrzymał 29 marca 1952 w katedrze w Victorii. Następnie kontynuował studia w Rzymie, uzyskując doktorat z filozofii na Pontificia Università Gregoriana, oraz licencjat z nauk społecznych w jezuickim Instytucie Socjologii.

Po powrocie na Gozo w 1956 mianowany został proboszczem w Fontanie, oraz otrzymał katedrę filozofii i socjologii w seminarium diecezjalnym na Gozo; wykładał tam również język włoski. W 1963 przeniesiony został z Fontany, i został prefektem tegoż seminarium.
W wieku 38 lat, 24 lutego 1967 został powołany na stanowisko biskupa pomocniczego diecezji Gozo oraz ustanowiony przez papieża Pawła VI administratorem apostolskim sede plena diecezji Gozo; jednocześnie został mianowany biskupem tytularnym Vicus Augusti. Sakrę biskupią otrzymał 9 kwietnia tegoż roku w katedrze w Victorii z rąk arcybiskupa Martina Johna O’Connora, ówczesnego nuncjusza apostolskiego na Malcie.

## Biskup Gozo
Po śmierci 31 marca 1972 dotychczasowego biskupa Gozo Giuseppe Pace, Nikol Ġużeppi Cauchi mianowany został 20 lipca 1972 jego następcą, obejmując diecezję 10 września 1972..
W czasie swojej prawie czterdziestoletniej posługi biskupiej Nikol Cauchi był bardzo aktywny. Był jednym z założycieli Social Action Movement, brał czynny udział w tworzeniu Gozo Civic Council. Znany kaznodzieja i pisarz, opublikował liczne książki. Cauchi reprezentował maltańską Konferencję Episkopatu na Synodzie Biskupów w 1974 i 1994. W trakcie swego biskupstwa Cauchi został mianowany między innymi dziekanem kapituły kolegiaty św. Jerzego w Victorii, członkiem honorowym Xirka Ġieħ ir-Repubblika w 2005. Był również jednym z członków założycieli i honorowym prezesem Fundacji JP2.

## Śmierć
Biskup Nikol Ġużeppi Cauchi zmarł w wieku 81 lat, 15 listopada 2010 w szpitalu Mater Dei na Malcie. Pochowany został 17 listopada 2010 w kaplicy Świętych Relikwii w katedrze Wniebowzięcia w Cittadelli, górującej nad stolicą wyspy Gozo.